# Рождествено (Нижегородская область)
Рожде́ствено — село в Большемурашкинском районе Нижегородской области, в составе Советского сельсовета.
Расположено в 100 км к юго-востоку от Нижнего Новгорода на реке Сундовик.
В селе расположено отделение Почты России (индекс 606337).

## Население
| 1999 | 2002 | 2010 |
| ---- | ---- | ---- |
| 602  | ↘522 | ↘406 |

## История

### Этапы зарождения села
Согласно Нижегородской летописи, в конце XIV века уже жили русские. В летописи говорится, что богатый купец Тарас Петров купил у татарского князя Муранчика шесть сёл и стал заселять их людьми, выкупленными из татарского плена, основав тем самым первые русские поселения на земле Муранчиковая (современная Мурашкинская). В отличие от местных татар исповедовавших ислам, русские исповедовали христианство.
В период зависимости русских земель от татар, в 1366 году ордынский хан Булат-Тимур разорил и поджег русские селения от реки Суры до Сундовика, татарские и мордовские селения не пострадали.
2 октября 1552 года Казанское ханство было присоединено к Русскому государству в результате взятия Казани войсками Ивана Грозного. После этого на Руси наступило сравнительное спокойствие. Завоеванные земли царь распределил среди воевод, которые построили на них новые селения, впоследствии ставшие уездными центрами: Воротынец, Княгинино, Бутурлино и Большое Мурашкино. Однако Б-Мурашкино не получило статуса уездного города и вместе с близлежащими селениями, включая Рождествено, вошло в состав Курмышского уезда Симбирской губернии. В память об этом историческом периоде одну из частей села Рождествено до сих пор называют Курмышом.

#### Русские и мордва
Христиане, жившие на территории земли Мурашкинской, стали распространять христианство среди местной мордвы — коренного финно-угорского народа, придерживавшегося этнической религии. Они поклонялись силам природы, берегли её устройство. Их святилища, расположенные в лесах у водных источников, служили местами моления сотен людей. Также русские поселенцы, проживая в лесах среди мордвы, узнали имена языческих богов. Например считалось, что:
- Верховным богом был Нишке (у эрзян) или Шкай (у мокшан), другие боги «отвечали» за природные сферы;
- Природные духи-хранители земли и воды были:
  - Мастор-ава (мать-земля)
  - Ведь-ава (мать-вода)
  - Вирь-ава (мать леса)
  - Палсь-ава (мать поля).

(В мордовских языках суффикс "-ава" означает "женщина, мать").
С приходом русских земледельцев в регионе началось развитие земледельческой культуры и производственных отношений. Это привело к трансформации традиционного уклада местной мордвы: часть отходила в глубь лесов, другая постепенно ассимилировалась. Основным занятием русских переселенцев составляло зерноводство. Со временем между русскими и мордвой укреплялись экономические, бытовые связи, а впоследствии и родственные.

#### Управление и статус селения
Основанные с приходом русских селения не фиксировались в государственных документах и не имели официальных представителей. Тем не менее, действовали московские законы: избирался старейшина селения, пресекались преступления, соблюдались права собственности.
До отмены крепостного права в 1861 году село Рождествено имело статус государственного, то есть барину не принадлежало. Оно являлось вотчиной Владимирского Рождественского монастыря, который был по отношению к нему помещиком.

### Хронограф
Источник — Рождественская сельская библиотека.
1552 год. Царь Иван Грозный покорил Казань и раздал татарские земли своим воеводам, которые построили на них селения, будущие уездные центры: Воротынец, Княгинино, Бутурлино, Б-Мурашкино. Б-Мурашкино не стало уездным центром, а вместе с близлежащими сёлами, в том числе и Рождествено, вошло в состав Курмышского уезда Симбирской губернии.
Начало XVIII века. По указу Екатерины II Б-Мурашкинский край переведён из состава Курмышского уезда в Макарьевский.
1783 год. В селе Рождествено построен храм Рождества Христова (информация о Богородице-Рождественской (Знаменской) церкви села Рождествено Княгининского уезда Нижегородской губернии, основанной в 1783 (1788) годах, которая содержится в Рождественской сельской библиотеке, почерпнута из клирской ведомости за 1871—1872, 74 и 76-87 годы). С этого момента Рождествено принято называть селом.
1788 год. В Рождествено построена вторая (зимняя) церковь в честь преподобного Александра Невского.
Конец XIX века. Образуется Княгининский уезд, и Б-Мурашкино входит в него на положении волостного села.
1918 год. Уезд продолжает называться Княгининским, но чиновники новой власти переезжают в Б-Мурашкино, заняв роскошные дома, реквизированные у местных богачей. Недолго пришлось побыть Б-Мурашкино в роли уездного центра. Это был достаточно большой даже по тем временам уезд. В него входили 18 волостей с населением в 131 тыс. человек, живущих на территории нынешних Княгининского, Бутурлинского и Перевозского районов.
1923 год. Княгининский уезд расформирован. Все имеющиеся селения распределены по соседним уездам. Б-Мурашкинская волость вошла в Лысковский уезд, не прихватив с собой территорию сёл (Рождествено, Нелюбово) и деревень (Богохранимая − впоследствии она получила название Малые Бакалды, а также Красная Слобода, Николаевка), которые отошли к Бутурлинской волости.
1924 год. Б-Мурашкинская волость расширяется. В числе переданных в Б-Мурашкинскую волость: из Потаповской волости село Картмазово с посёлками УИК, Майдан, Покровка, Петровка. Посёлок УИК был назван в честь Уездного Исполнительного Комитета.
1929 год. Принято решение изменить порядок территориального деления Советского Союза. Вместо губерний и волостей территории стали делиться на области и входящие в их состав районы. 15 февраля в селе Рождествено организуется колхоз «Борьба» из 8 хозяйств. В него вошли: И. Н. Бебнев, М. Д. Разин, А. В. Мартынов, С. Ф. Рябов, Т. А. Сорокин, Е. М. Козлова, С. Е. Пузанков. В том же году в селе Картмазово образован колхоз «Память 21 января». Его первым председателем был Шашков. 10 июня постановлением ВЦИК был организован Б-Мурашкинский район с центром в селе Б-Мурашкино. В Б-Мурашкинский район почти целиком вошла территория нынешнего Княгининского района. Город Княгинино был переименован в село районного подчинения. В таком составе Б-Мурашкинский район просуществовал до лета 1944 года, когда из него вновь выделили Княгининский район. Из Бутурлинского района в Б-Мурашкинский перешли сёла Рождествено и Нелюбово, деревни Николаевка и Малые Бакалды, Картмазово.
1930 год. На территории деревни Красная Слобода возникает колхоз «Новый Труд».
1934 год, ноябрь. По инициативе местных комсомольцев в селе Рождествено открывается изба-читальня. Один из них Иван Григорьевич Дерунов (1918 г.р.) предоставил свой дом и руководил избой-читальней. В работе И. Г. Дерунову помогали учителя супруги Пётр и Александра Александровна Успенские.
1936 год, декабрь. В селе открылась бюджетная библиотека.
1937 год, ноябрь. Из зимней церкви на берегу Сундовика построен большой клуб, где для библиотеки была выделена самая большая и светлая комната. Заведовала клубом-библиотекой Романова Ефросинья Васильевна. В клубе появилось своё кино и 13 музыкальных инструментов для организации оркестра.
1940 год. В районе развёрнуто широкое строительство дороги Бутурлино — Большое Мурашкино.
1941 — 1945 годы. Из колхоза на фронт ушли все трудоспособные мужчины. На полях остались женщины, старики и подростки. Ежедневно лились слёзы то в одном, то в другом доме. Пошли похоронки. Выжили. Дождались Победы. Дорого обошлась сельчанам Победа: не вернулись в Рождественский сельский совет 412 человек.
1944 год. Рождественский колхоз «Борьба» разделён на два хозяйства: «Борьба» — председатель Бовин Алексей Иванович; «8 Марта» — председатель Рябов Иван Степанович. Из картмазовского колхоза «Память 21 января» выделяется колхоз «Победа» (посёлок Красная Поляна и УИК).
1951 год. Укрупнение колхозов. Объединились «Борьба», «8 Марта», «Новый Труд», образовав крупный колхоз «Имени Шверника». Колхоз «Победа» вновь вошёл в хозяйство «Память 21 января». Соединились колхозы Нелюбово и Малых Бакалд, образовав колхоз «Память Чкалова» (это до 1963 года Бутурлинский район).
1957 год. Колхоз имени Шверника (главная усадьба в селе Рождествено) и колхоз «Память 21 января» (главная усадьба в селе Картмазово) были объединены в одно коллективное хозяйство под названием «Россия», его председателем стал Сергей Афанасьевич Торгашов.
1963 год, апрель. Большемурашкинский район расформировывается, его селения передаются в подчинение Кстовскому, Лысковскому и Перевозскому районам. Селения Рождественского сельсовета передаются в Перевозский район, колхоз «Россия» объединен с колхозом «Память Чкалова», тем самым образован крупный колхоз «Родина», первым председателем которого становится Александр Петрович Толмачёв. В 1965 году его председателем стал Ермаков Иван Григорьевич, чьё имя бывшие колхозники и в XXI веке вспоминают с благодарностью.
1965 год, 27 января. Большемурашкинский район восстановлен на прежней своей территории. От Перевозского района он получил, кроме селений Рождественского сельсовета, деревни Медвежью Поляну, Сысоевку, а от Лысковского — сёла Ивановское, Шахманово, деревни Синцово, Афанасьевку, Андреевку.
2009 год, 7 сентября. Рождественский сельсовет прекратил существование, и село Рождествено вошло в объединённый Советский сельсовет.